# Migliori prestazioni italiane nel salto con l'asta

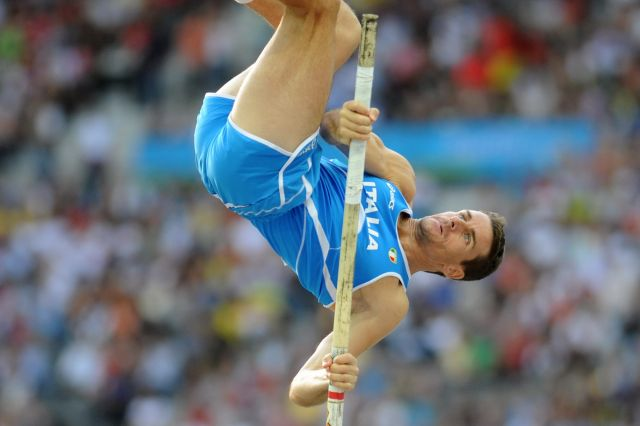
Giuseppe Gibilisco, primatista italiano di salto con l'asta outdoor e indoor

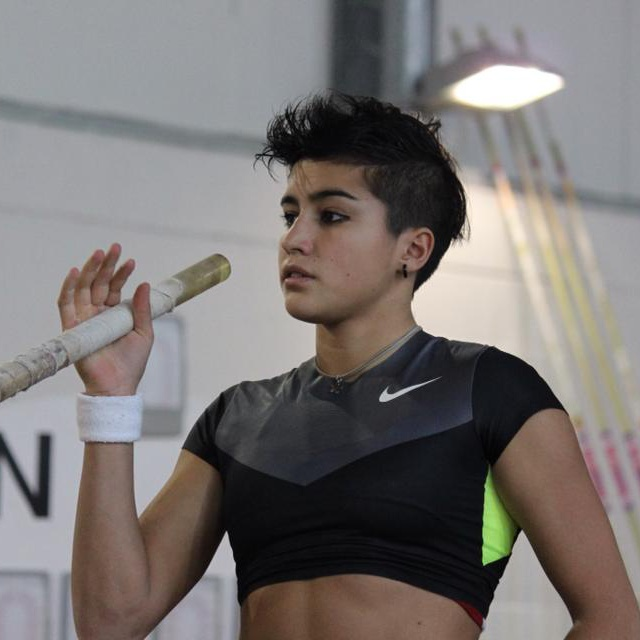
Roberta Bruni, detentrice del primato outdoor del salto con l'asta

La lista delle migliori prestazioni italiane nel salto con l'asta, aggiornata periodicamente dalla Federazione Italiana di Atletica Leggera, raccoglie i migliori risultati di tutti i tempi degli atleti italiani nella specialità del salto con l'asta.
All'aperto, sono cinque gli atleti italiani capaci di saltare la misura di 5,70 m. Questo risultato è stato ottenuto complessivamente in 35 occasioni, 25 delle quali (e tra esse le prime 4) ad opera di Giuseppe Gibilisco.

## Maschili outdoor
Statistiche aggiornate al 11 agosto 2025.
|     | Misura | Atleta             | Luogo           | Data              |
| --- | ------ | ------------------ | --------------- | ----------------- |
| 1.  | 5,90 m | Giuseppe Gibilisco | Saint-Denis     | 28 agosto 2003    |
| 2.  | 5,82 m | Claudio Stecchi    | Chiari          | 8 settembre 2020  |
| 3.  | 5,75 m | Fabio Pizzolato    | Milano          | 6 luglio 1997     |
| 4.  | 5,71 m | Matteo Oliveri     | Lucca           | 8 giugno 2025     |
| 5.  | 5,70 m | Gianni Iapichino   | Sestriere       | 31 luglio 1994    |
| 5.  | 5,70 m | Maurilio Mariani   | Padova          | 26 giugno 1999    |
| 7.  | 5,68 m | Marco Andreini     | Siderno         | 23 settembre 1990 |
| 8.  | 5,65 m | Andrea Pegoraro    | Foggia          | 18 giugno 1992    |
| 8.  | 5,65 m | Andrea Giannini    | Milano          | 6 luglio 1997     |
| 8.  | 5,65 m | Matteo Oliveri     | Lucca           | 10 maggio 2025    |
| 11. | 5,63 m | Simone Bertelli    | Mariano Comense | 21 settembre 2024 |

## Femminili outdoor
Statistiche aggiornate al 7 agosto 2024.
|    | Misura | Atleta                    | Luogo         | Data              |
| -- | ------ | ------------------------- | ------------- | ----------------- |
| 1. | 4,73 m | Roberta Bruni             | Chiari        | 4 settembre 2023  |
| 2. | 4,70 m | Elisa Molinarolo          | Parigi        | 7 agosto 2024     |
| 3. | 4,68 m | Elisa Molinarolo          | Chiari        | 4 settembre 2023  |
| 4. | 4,60 m | Anna Giordano Bruno       | Milano        | 2 agosto 2009     |
| 5. | 4,51 m | Sonia Malavisi            | Padova        | 17 luglio 2016    |
| 6. | 4,42 m | Arianna Farfaletti Casali | Busto Arsizio | 21 settembre 2008 |
| 7. | 4,40 m | Roberta Bruni             | Parigi        | 7 agosto 2024     |
| 7. | 4,40 m | Helen Falda               | Sioux Falls   | 3 maggio 2019     |
| 8. | 4,36 m | Elena Scarpellini         | Jockgrim      | 12 luglio 2008    |
| 9. | 4,35 m | Virginia Scardanzan       | Kearney       | 15 maggio 2021    |
| 9. | 4,35 m | Francesca Semeraro        | Modena        | 8 luglio 2023     |
| 9. | 4,35 m | Giorgia Benecchi          | Modena        | 19 giugno 2012    |

## Maschili indoor
Statistiche aggiornate al 31 maggio 2025.
|    | Misura | Atleta             | Luogo       | Data             |
| -- | ------ | ------------------ | ----------- | ---------------- |
| 1. | 5,82 m | Giuseppe Gibilisco | Donec'k     | 15 febbraio 2004 |
| 1. | 5,82 m | Claudio Stecchi    | Liévin      | 15 febbraio 2023 |
| 3. | 5,70 m | Fabio Pizzolato    | Genova      | 7 febbraio 1998  |
| 3. | 5,70 m | Maurilio Mariani   | Atene       | 9 febbraio 2000  |
| 3. | 5,70 m | Matteo Oliveri     | Ancona      | 22 febbraio 2025 |
| 6. | 5,65 m | Andrea Pegoraro    | Toronto     | 13 marzo 1993    |
| 6. | 5,65 m | Alberto Giacchetto | Castellanza | 24 gennaio 1998  |
| 8. | 5,61 m | Simone Bertelli    | Ancona      | 2 febbraio 2025  |
| 9. | 5,60 m | Gianni Iapichino   | Genova      | 1º marzo 1992    |
| 9. | 5,60 m | Massimo Allevi     | Zweibrücken | 1º febbraio 2002 |
| 9. | 5,60 m | Marco Boni         | Fermo       | 4 marzo 2012     |

## Femminili indoor
Statistiche aggiornate al 20 febbraio 2023.
|     | Misura | Atleta                   | Luogo      | Data             |
| --- | ------ | ------------------------ | ---------- | ---------------- |
| 1.  | 4,62 m | Roberta Bruni            | Ancona     | 18 febbraio 2023 |
| 2.  | 4,52 m | Elisa Molinarolo         | Ancona     | 18 febbraio 2023 |
| 3.  | 4,50 m | Anna Giordano Bruno      | Udine      | 6 febbraio 2010  |
| 3.  | 4,50 m | Sonia Malavisi           | Ancona     | 17 febbraio 2019 |
| 5.  | 4,42 m | Helen Falda              | Vermillion | 16 aprile 2021   |
| 5.  | 4,42 m | Giulia Valletti Borgnini | Ancona     | 18 febbraio 2023 |
| 7.  | 4,40 m | Elena Scarpellini        | Ancona     | 6 febbraio 2010  |
| 7.  | 4,40 m | Giorgia Benecchi         | Ancona     | 17 febbraio 2013 |
| 9.  | 4,37 m | Maria Roberta Gherca     | Ancona     | 18 gennaio 2023  |
| 10. | 4,32 m | Francesca Semeraro       | Modena     | 18 febbraio 2023 |